# امپراتوری آلمان (۱۸۴۸–۱۸۴۹)
امپراتوری آلمان (به آلمانی:Deutsches Reich) یک شبه‌دولت بود که تلاش کرد تا ایالت‌های آلمانی را در کنفدراسیون آلمان متحد کند و یک دولت-ملت آلمانی ایجاد کند، اما در نهایت شکست خورد. این شبه دولت در بهار ۱۸۴۸ در جریان انقلاب ۱۸۴۸ آلمان توسط مجلس ملی فرانکفورت تأسیس شد. مجلس، آرشیدوک یوهان اتریش را به عنوان رئیس موقت دولت با عنوان «نایب‌السلطنه امپراتوری» منسوب کرد. سپس در ۲۸ مارس ۱۸۴۹، قانون اساسی آن به اجرا درآمد و مجلس امپراتوری، پادشاه پروس، فریدریش ویلهلم چهارم، را به عنوان پادشاه مشروطه امپراتوری با عنوان «امپراتور منتخب آلمانی‌ها» انتخاب کرد. با این حال، او این عنوان را نپذیرفت. نهایتا امپراتوری در دسامبر ۱۸۴۹، زمانی که دولت مرکزی امپراتوری آلمان جای خود را به یک کمیسیون مرکزی فدرال داد، منحل شد.
مجلس ملی آلمان (مجلس فرانکفورت) خود را مجلس یک امپراتوری جدید می‌دانست و قوانین امپراتوری را وضع می‌کرد. این مجلس دولت موقتی را منصوب کرد که اولین ناوگان کل آلمان را ایجاد کرد. در ماه مه ۱۸۴۹، ایالت‌های بزرگ‌تر آلمان مانند اتریش و پروس، اعضای مجلس را مجبور به استعفا کردند. دولت موقت تا دسامبر همان سال دوام آورد. در تابستان ۱۸۵۱، مجلس فدرال کنفدراسیون آلمان که دوباره تأسیس شده بود، قانون امپراتوری را باطل اعلام کرد. با این حال، مجلس فدرال آلمان و ایالت‌ها هرگز دولت موقت را غیرقانونی نخواندند و در طول موجودیت آن، امپراتوری رسماً توسط چندین کشور خارجی مانند هلند، سوئیس و ایالات متحده به رسمیت شناخته شد.
میراث امپراتوری امروزه نیز پابرجاست؛ چراکه علاوه بر دوره‌ای که شاهد اولین انتخابات سراسری آلمان در سال ۱۸۴۸ و ایجاد قانون اساسی آلمان در سال ۱۸۴۹ بود، نیروی دریایی مدرن آلمان نیز به دلیل تصمیم سال ۱۸۴۸ برای ایجاد ناوگان متحد آلمان هم ۱۴ ژوئن را نیز به عنوان سالگرد خود جشن می‌گیرد. همچنین پرچمی که امپراتوری در نوامبر ۱۸۴۸ به موجب قانون تصویب کرد، امروزه هم به‌عنوان پرچم آلمان مدرن (سیاه-قرمز-طلایی) استفاده می‌شود.

## تاریخچه
این ایالت در بهار ۱۸۴۸، پس از انقلاب مارس، توسط مجلس فرانکفورت تأسیس شد. امپراتوری در دسامبر ۱۸۴۹، زمانی که دولت مرکزی آلمان با یک کمیسیون مرکزی فدرال جایگزین شد، پایان یافت.
امپراتوری برای به رسمیت شناخته شدن توسط کشورهای آلمانی و خارجی تلاش می‌کرد. ایالت‌های آلمانی، که توسط کنوانسیون فدرال کنفدراسیون آلمان، در ۱۲ ژوئیه ۱۸۴۸ نمایندگی می‌شدند، دولت مرکزی آلمان را به رسمیت شناختند. با این حال، در ماه‌های بعد، ایالت‌های بزرگتر آلمان همیشه احکام و قوانین دولت مرکزی آلمان و مجلس فرانکفورت را نپذیرفتند.
چندین کشور خارجی دولت مرکزی را به رسمیت شناختند و سفیرانی اعزام کردند: ایالات متحده، سوئد، هلند، بلژیک، سوئیس، ساردینیا، دو سیسیل و یونان. همچنین جمهوری دوم فرانسه و پادشاهی متحده بریتانیای کبیر وایرلند، فرستادگان رسمی خود را برای حفظ ارتباط با دولت مرکزی منصوب کردند.
اولین قانون اساسی امپراتوری آلمان، قانون امپراتوری در مورد معرفی یک قدرت مرکزی موقت برای آلمان بود که در ۲۸ ژوئن ۱۸۴۸ تصویب شد. با این قانون، مجلس فرانکفورت مناصب رایشس‌وروسر (نایب‌السلطنه امپراتوری) و وزرای امپراتوری را تأسیس کرد. دومین قانون اساسی، قانون اساسی فرانکفورت، در ۲۸ مارس ۱۸۴۹ توسط ۲۸ ایالت آلمان پذیرفته شد، اما توسط ایالت‌های بزرگتر پذیرفته نشد. پروس، به همراه سایر ایالت‌های آلمان، مجلس فرانکفورت را مجبور به انحلال کردند.
چندین مورد از دستاوردهای این امپراتوری آلمان پس از آن نیز دوام آوردند: قانون اساسی فرانکفورت در دهه‌های بعدی به عنوان الگو در سایر ایالت‌ها مورد استفاده قرار گرفت و قانون انتخابات در سال ۱۸۶۷ تقریباً کلمه به کلمه برای انتخابات رایشتاگ کنفدراسیون آلمان شمالی مورد استفاده قرار گرفت. همچنین ناوگان امپراتوری (رایشس فلوت) که توسط پارلمان فرانکفورت ایجاد شد تا سال ۱۸۵۲ پابرجا ماند.